# غاري أليسون
غاري أليسون (بالإنجليزية: Gary Allison)‏ (14 أكتوبر 1952 بميونخ في ألمانيا - ) هو لاعب كرة قدم أمريكي في مركز حراسة المرمى. لعب مع لوس أنجلوس أزتكس ودالاس تورنايدو ولوس أنجلوس لايزرز ونادي غوادالاخارا (نادي كرة قدم) وبيتسبرغ سبيريت ‏ وBuffalo Stallions ‏ وChicago Horizons ‏ وكليفلاند فورس ‏ وسَاكرامنتو غولد ‏.